# New York Athletic Club
New York Athletic Club é um clube social e agremiação desportiva da cidade de Nova Iorque. O clube foi fundado em 1868. O clube é conhecido mundialmente por ter sido medalha de ouro no Polo aquático nos Jogos Olímpicos de Verão de 1904, quando a competição acontecia entre clubes, e também por ter sediado a partida entre Garry Kasparov e o computador X3D Fritz.
O clube possui equipe em diversas modalidades, incluindo futebol, polo aquático, remo, basquete, luta greco-romana, judô, natação, rugby, tênis, handebol, squash e sinuca. O time de futebol o New York Athletic Club atualmente disputa a National Premier Soccer League e a Cosmopolitan Soccer League, liga afiliada a USASA.

## História
No ano de 1866, William Buckingham Curtis, Harry Buermeyer e John C. Babcock resolveram criar uma academia no cruzamento da Sexta Avenida com a Décima Quarta Avenida em Nova Iorque. Animados com o sucesso da academia, os três resolveram fundar o New York Athletic Club no dia 08 de setembro de 1868.
O clube possui uma longa história em olimpíadas, na Olimpíada de Verão de 1904, que foi realizada em St. Louis, o clube levou medalha de ouro no polo aquático. A competição foi realizada entre equipes, essas equipes representando seus respectivos países. Até as Olimpíadas do Rio, o New York Athletic Club conquistou 119 ouros, 53 pratas e 59 bronzes.
Outro evento marcante do clube foi a partida de xadrex entre Garry Kasparov e a máquina X3D Fritz. A partida foi realizada entre os dias 11 e 18 de Novembro de 2003.

## Sedes e Estruturas

### City House

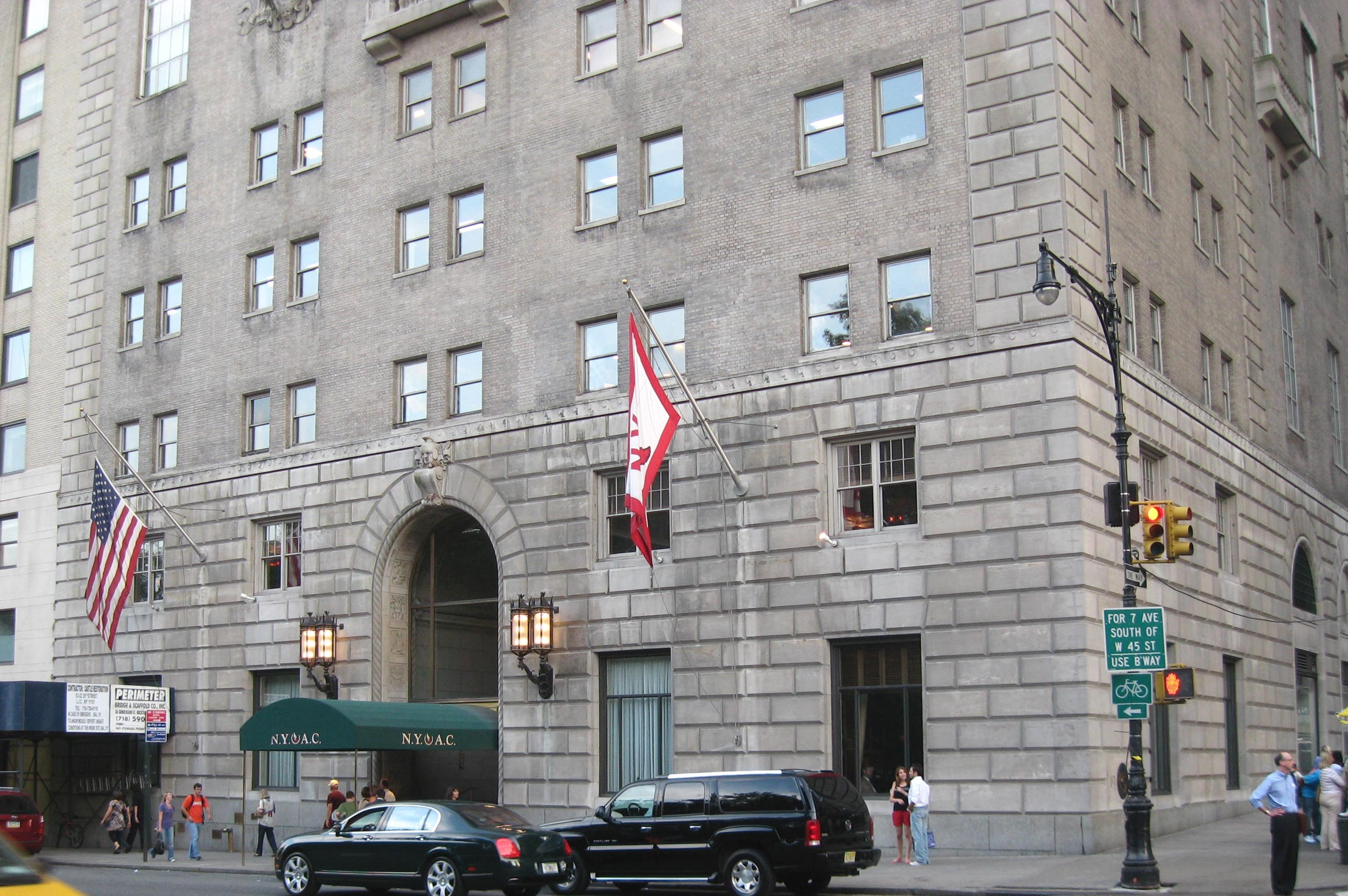
Sede do clube em Manhattan

O City House, sede principal do clube, se localiza em Manhattan, na 180 Central Park South. o prédio aonde fica a sede foi construído no início do Século XX, possui 24 andares e tem vista para o Central Park. Dentre as facilidades do City House estão dois restaurantes, biblioteca, piscina, quadra de basquete, quadra de squash e ringue para a prática de boxe, esgrima e luta-greco romana.

### Travers Island
Antiga ilha que foi transformada em península, a Travers Island foi adquirida em 1886 pelo empresário e ex-presidente do clube William R. Travers, que nomeou a ilha com o seu próprio nome. A ilha possui 0,12 kilômetros quadrados e desde 1887 é utilizada como sede de verão do clube. Nela é realizada as partidas da equipe de futebol do New York Athletic Club na NPSL e na Cosmopolitan Soccer League. Outros esportes que necessitam ser praticados ao ar livre também são realizados na ilha, como rugby, salto ornamental e remo.
A ilha fica no Condado de Westchester em Nova Iorque.